# 张建 (临夏)
张建（1878年—1958年9月3日）字质生，号梅林，甘肃河州人，中华民国、中华人民共和国政治人物。

## 生平
张建祖上居陕西，元朝末年迁居狄道，清朝乾隆年间迁居河州。张建的曾祖父叫张奉明，曾经随朱贵守卫大宝山而负伤，后来升任洮岷协副将，战死在果岔。张建的祖父张秀，袭云骑尉世职，战死于江南。张建的父亲张大元，袭武职，任大通营游击。
张建年少时，随父亲在任所读书，父亲逝世后回到家乡。光绪二十三年（1897年）中秀才，应循化参将的聘请教其子读书。后来，转赴赶坡、唐汪川、蒙城教义学。河州知州杨增新选拔优秀的生员进入署衙读书时，张建入选，和邓隆等人租河州显庆寺的僧舍居住。光绪三十三年（1907年），游幕四川新宁、打箭炉、南充等地，为知县王典章、邓隆的幕僚并教其子弟学习。
辛亥革命后，张建回到甘肃。民国元年（1912年）甘肃省临时议会成立，张建担任秘书课长。民国二年（1913年），应宁夏护军使署马福祥的聘请，担任宁夏护军使署副官长。后来，张建历任绥远都统署参谋长、绥远垦务会办、归绥清理地亩局长、绥远烟酒事务局长等职务。后还曾任北京政府临时参政院参政等职务。民国15年（1926年），张建辞官回到兰州闲居。
民国17年（1928年），马仲英和国民军在河州城激战。民国18年（1929年），河州发生大旱，张建与邓隆联合旅居甘肃兰州的同乡募捐，并出任甘肃赈务会委员，资助逃难到兰州的灾民返回家乡。他还和邓隆到临夏查看灾情，发放赈灾款，埋葬饿殍。外逃的难民回到家乡后，缺少粮食种子，甘肃省政府乃聘张建偕委员鲁光华赴临夏、宁定、临洮等县和当地回族及汉族名人协商，调剂发放种子。民国19年（1930年），张建和宣抚使马麟一同前往临夏宣抚。
抗日战争爆发之后，张建携家眷回到临夏，和当地人士共同创办了私立兴华小学，并担任首任董事长。此外，他还筹办了临夏纺织股份有限公司，并筹备治理大夏河，但均未能如愿。
1949年8月22日，中国人民解放军占领临夏，张建和临夏的各界人士赴大夏河桥头欢迎中国人民解放军入城。同月，张建被任命为临夏地区民族事务委员会副主任。1952年，参加甘肃少数民族参观团，到北京观礼。返回临夏后，被中华人民共和国政务院任命为临夏专署副专员。他还历任甘肃省民族事务委员会、临夏专区中国人民政治协商会议、临夏专区土地改革委员会的委员，并当选甘肃省人民代表大会第一、二届代表。临夏回族自治州成立时，他当选副州长。
1958年9月3日，张建在家中病逝。中共临夏州委在挽词中称其“热爱共产党、热爱人民革命事业，在加强民族团结和各项社会主义事业中贡献了很大力量。”

## 著作
张建著有《退思堂诗集》42卷，《退思堂文稿》16卷，《枹罕碧血》2卷。他还参加土改并赋诗一百多首。临夏回族自治州成立时，张建作长歌表示祝贺。
张建的藏书5000册，字画等文物500余件，于1966年10月由其子张思温捐献，现藏于甘肃省图书馆。